# Amor Secreto (Rosetti)
Amor Secreto, también conocido como Le cupide marchand, es una escultura en mármol atribuida al artista italiano Antonio Rosetti creada hacia 1876. 

## Descripción
En esta obra se esculpió en mármol a Cupido, el hijo de la Venus latina, como un hermoso niño alado que juega con una tela que le cubre la cara pero que deja entrever sus rasgos. Con la desnudez de la escultura, Rosetti simboliza la inocencia. Como atributos clásicos de Cupido, la escultura posee arco y flechas elaborados a partir del tronco de un fresno chipriota. La figura descansa sentada sobre el tocón de un árbol También hace referencia al sentimiento de un ‘amor ciego’ y aventurero.

## Galería

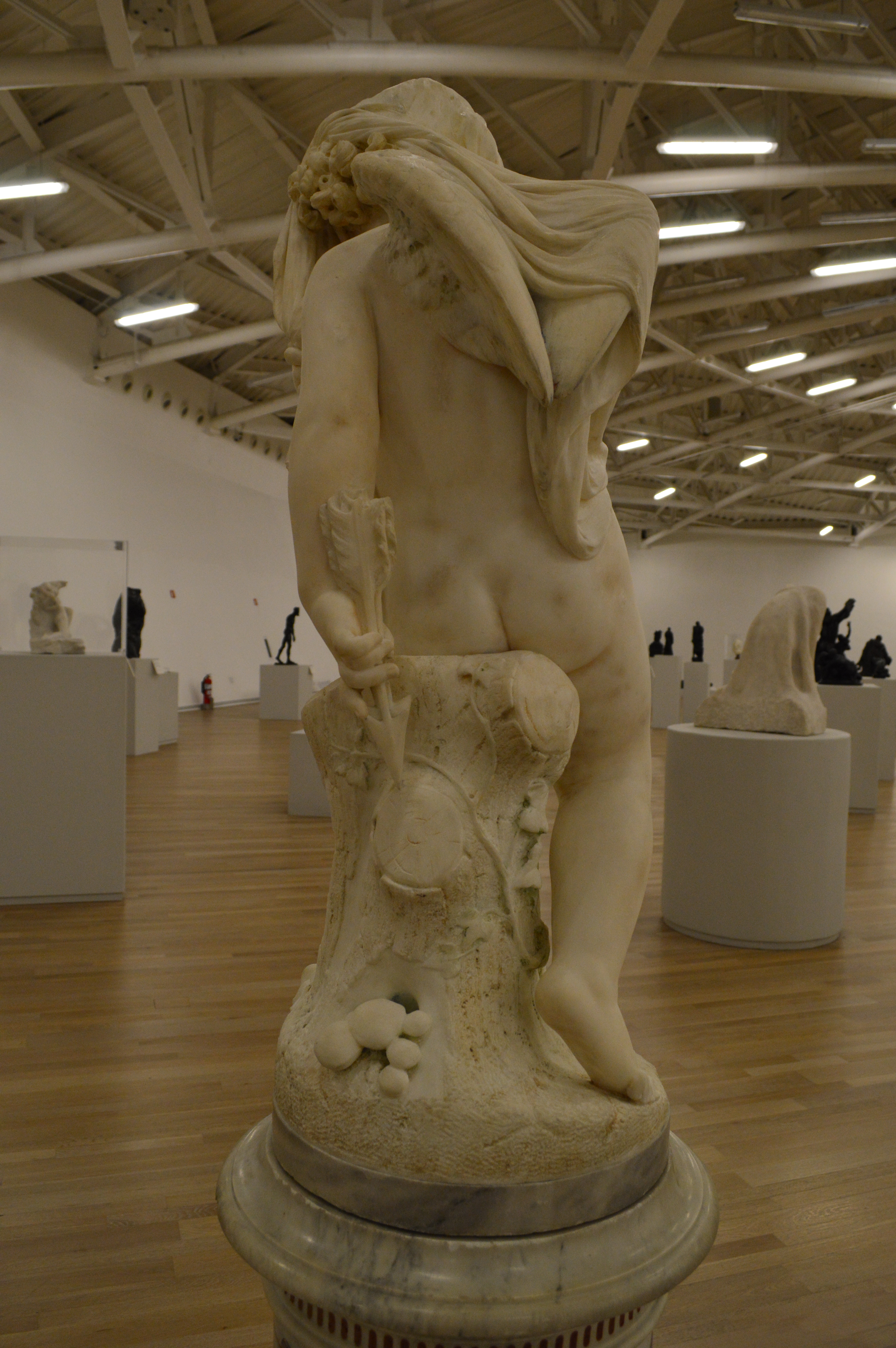
Amor Secreto (Trasera)
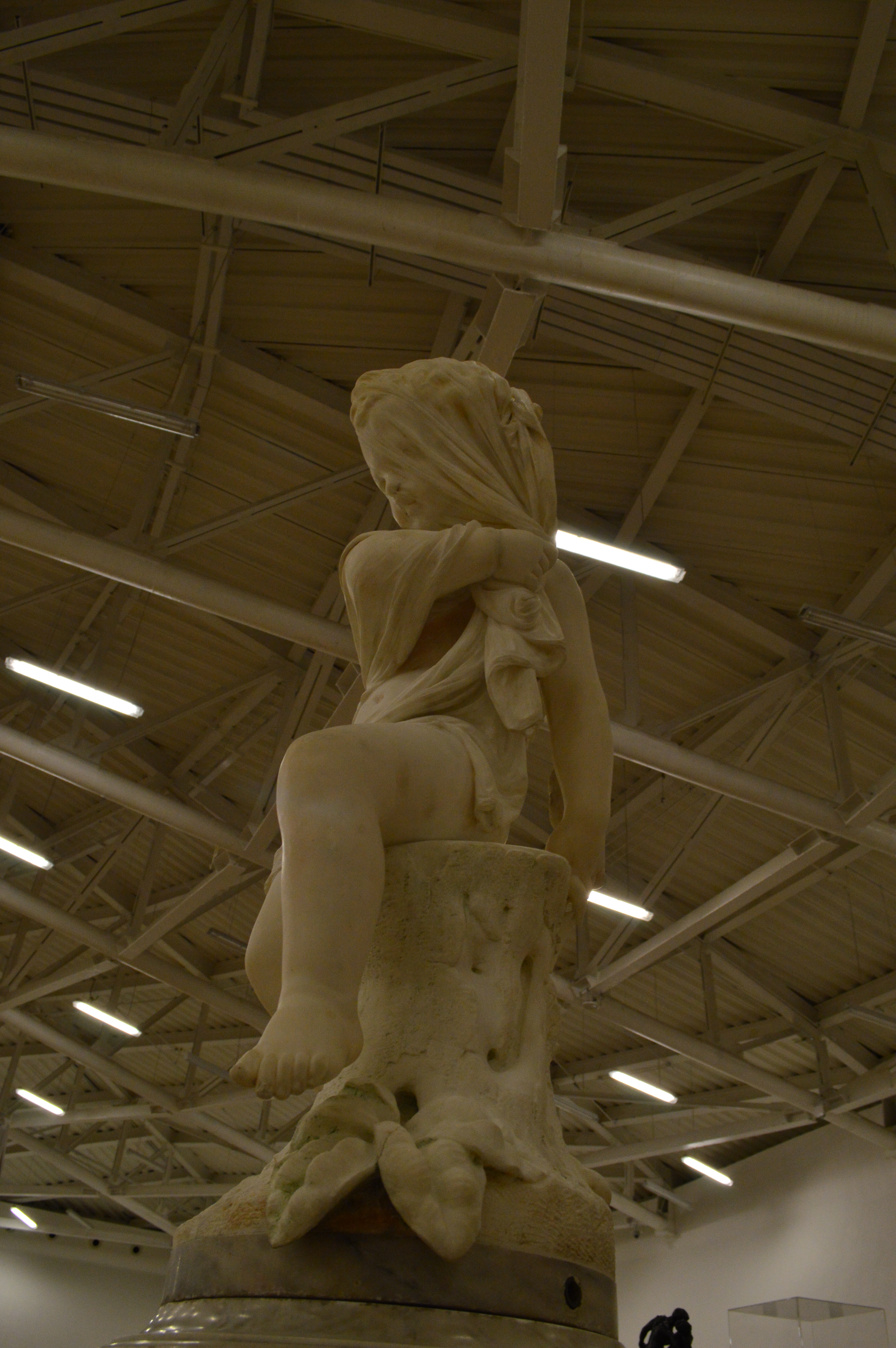
Amor Secreto (abajo)
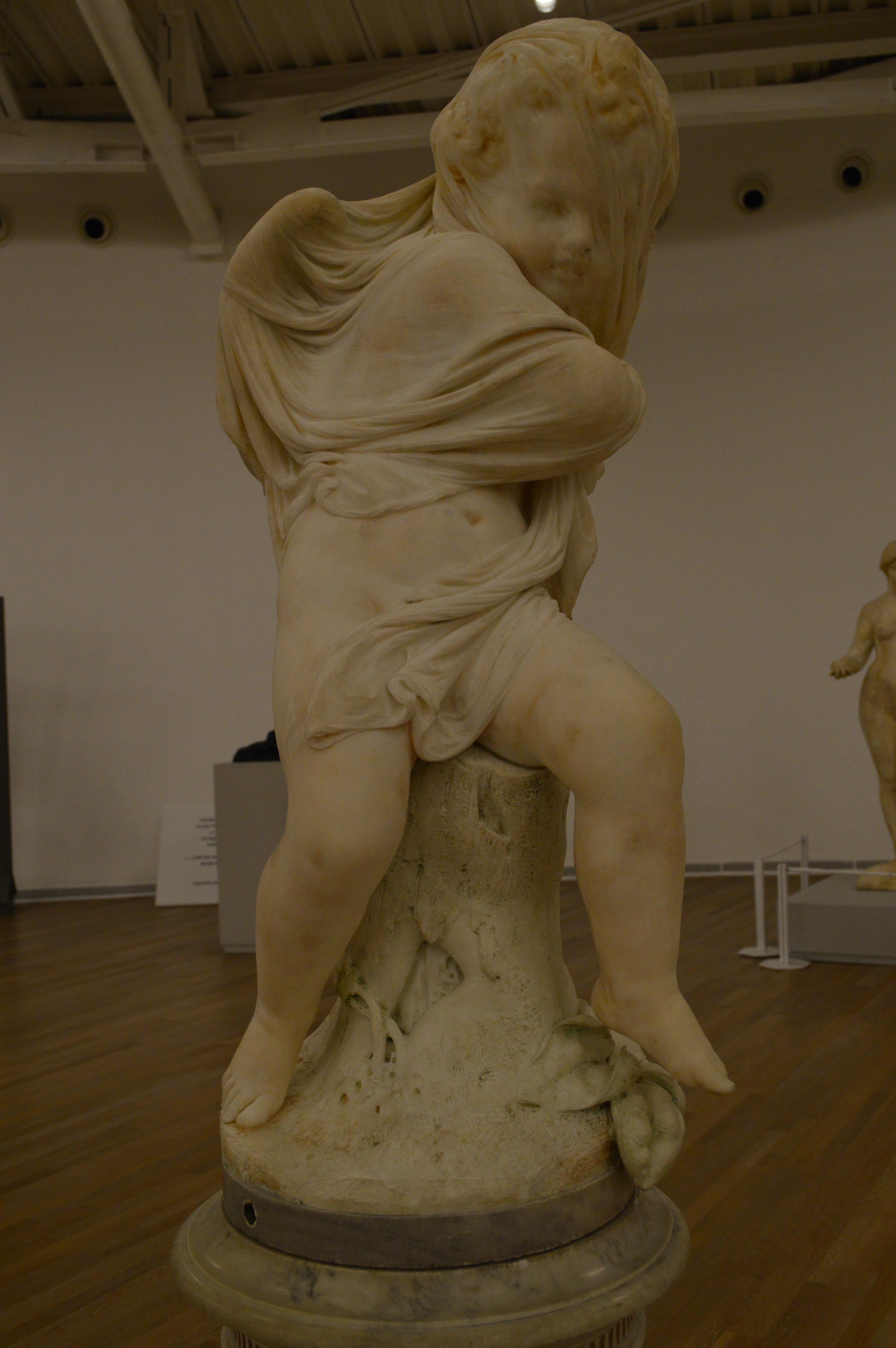
Amor Secreto (Frente)
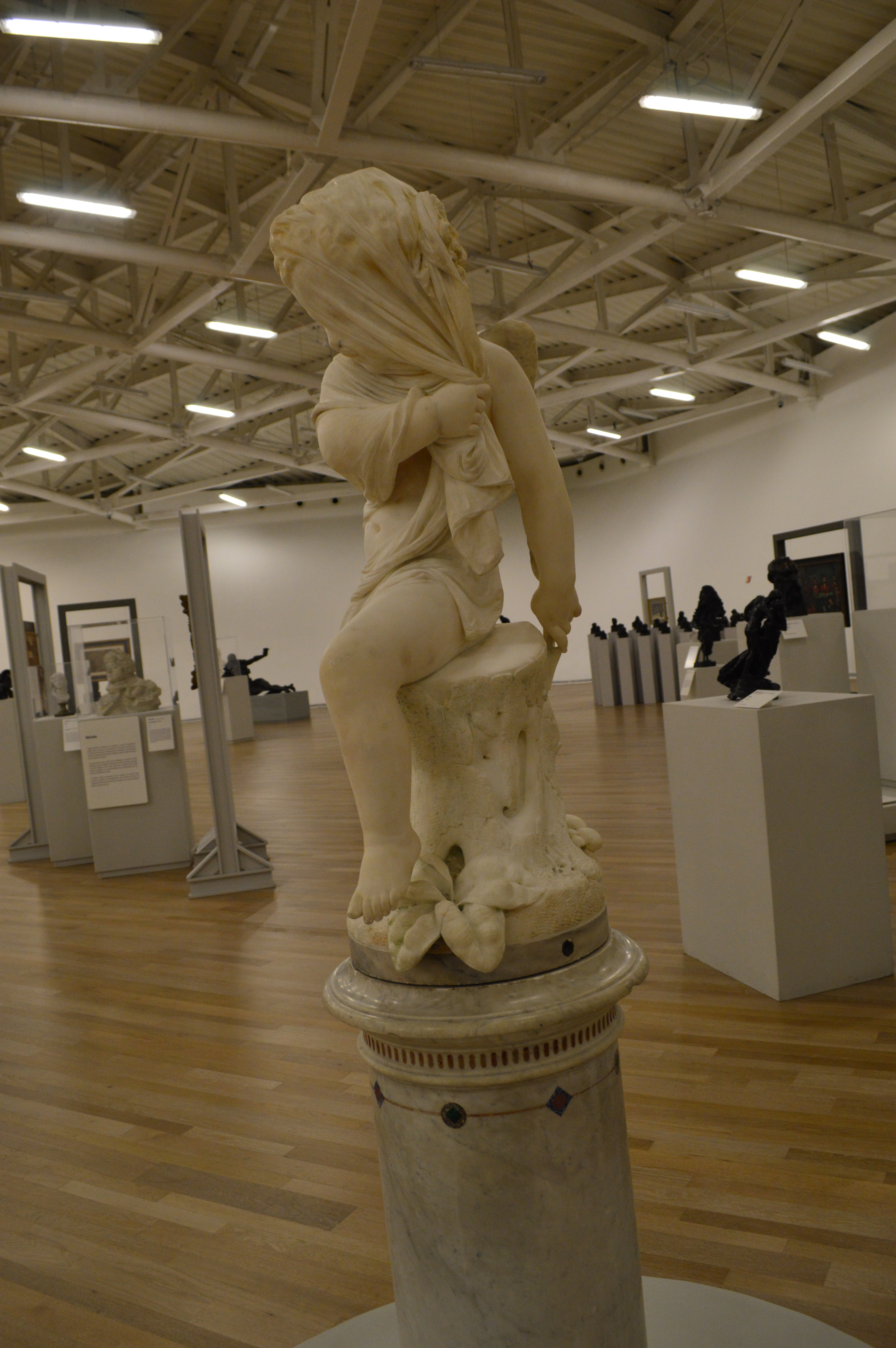
Amor Secreto (Lateral)
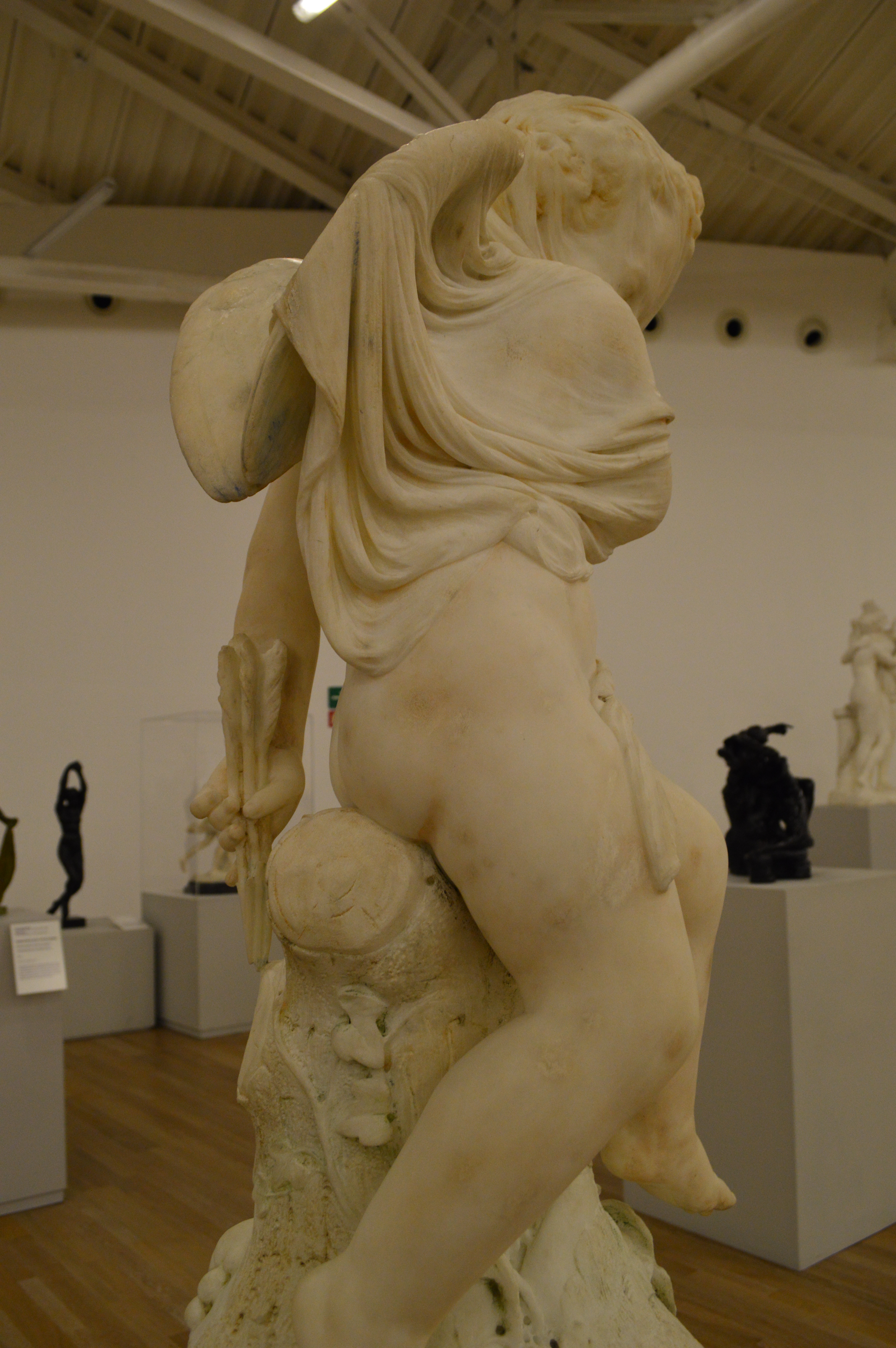
Amor Secreto (Lateral Trasera)